# Rouvres-les-Bois
Rouvres-les-Bois è un comune francese di 351 abitanti situato nel dipartimento dell'Indre nella regione del Centro-Valle della Loira.

## Società

### Evoluzione demografica
Abitanti censiti